# Keutapang (Indrajaya)
Keutapang is een bestuurslaag in het regentschap Pidie van de provincie Atjeh, Indonesië. Keutapang telt 525 inwoners (volkstelling 2010).